# Яан Круус
Яан Круус (ест. Jaan Kruus; 27 лютого 1884, Сойницька волость, Естляндська губернія, Російська імперія — 15 травня 1942, Москва, СРСР) — естонський і радянський військовий діяч, генерал-майор (1940).

## Життєпис
У 1923 — 1934 роки — командир 7-го полку естонської армії. У 1934—1936 роки — командир 1-ї дивізії. У 1936-1940 роки — командир 2-ї дивізії.
Після окупації Естонії СРСР та формування на базі естонської армії 22-го Естонського територіального корпусу Червоної Армії було призначено командиром 182-ї стрілецької дивізії цього корпусу.
Заарештовано 17 липня 1941 р. Постановою Особливої наради при НКВС СРСР за звинуваченням в участі в контрреволюційній організації 22 квітня 1942 р. засуджено до розстрілу . Вирок виконано 15 травня 1942 у Москві. Реабілітований визначенням ВКВС від 5 липня 1963 року.

## Нагороди
Яан Круус — найтитулованіший естонський солдат у Першій світовій війні. Він був нагороджений:
- Георгіївська медаль ІV за відвагу.
- Георгіївський хрест I, II, III та IV ступенів.
- Французька військова медаль.
- Орден II та III Святого Станіслава.
- Ордени Святої Анни II, III та IV.
- Орден Святого Володимира ІV.

## Онлайнпосилання
- Фото та біографія Крууса на сайті generals.dk